# Prohlis
Prohlis ist ein Stadtteil Dresdens im gleichnamigen Stadtbezirk, liegt im Südosten der Stadt am Geberbach und wird meist mit dem Plattenbaugebiet (Neubaugebiet Dresden-Prohlis) gleichgesetzt. Das Neubaugebiet Prohlis reicht bis Altreick. Die Prohliser Gemarkung reicht vom Hülße-Gymnasium bis fast zum Gamighübel in Kauscha. Zur Prohliser Flur gehört auch die Vögelsiedlung (Zeisigweg, Finkenweg, Sperlingsweg usw.) bis zur Tornaer Straße. Im einzigen erhaltenen Hof des alten Dorfkerns befindet sich das Palitzsch-Museum und eine Außenstelle der JugendKunstschule Dresden.

## Geschichte

### Vor 1288
Im Neolithikum siedelten sich Linienbandkeramiker an und entwickelten sich zu Stichbandkeramikern. Gerade die Prohliser Siedlung steht exemplarisch für den bruchlosen Übergang.
Die Kreisgrabenanlagen im benachbarten Nickern gehören zur selben Kultur. Aus der Bronzezeit stammt das Depot von Prohlis. Die Siedlungsform des Dorfkerns war ein sorbischer Rundling.

### Altprohlis

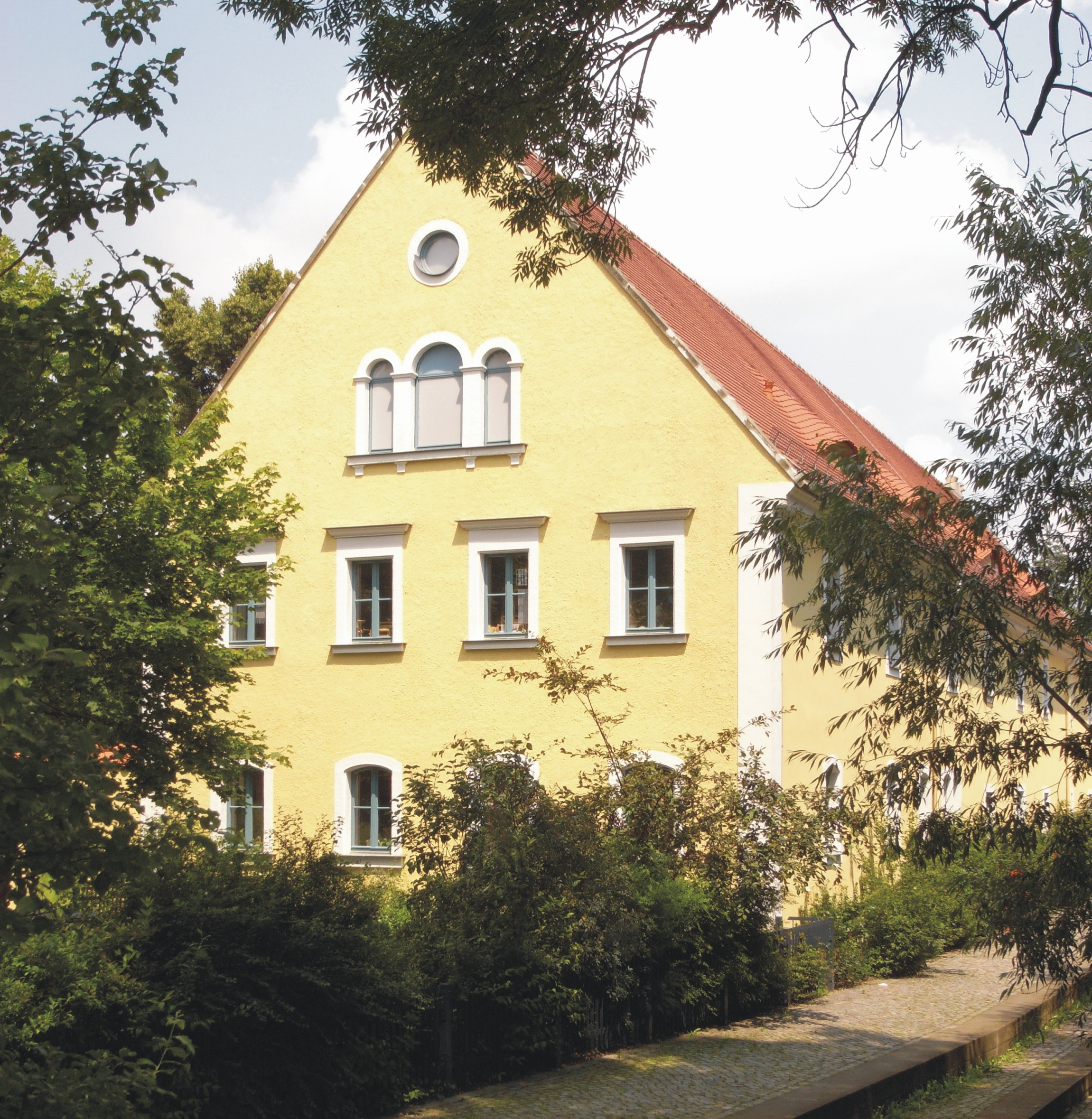
Palitzschhof – heutiger Name zu Ehren des Bauernastronomen, ehemals Altprohlis 3

Erstmals erwähnt wurde der Ort als Prolos im Jahre 1288.
Der Theologe Andreas Proles (1429–1503) hat Prohliser Wurzeln. Im 18. Jahrhundert lebte in Prohlis der Bauer und Universalgelehrte Johann George Palitzsch, der durch die Entdeckung des Halleyschen Kometen berühmt wurde. Grundherrschaftlich war Prohlis dreigeteilt, einige Höfe gehörten zum Dresdner Brückenamt, einige dem Maternihospital und andere zum Leubnitzer Amt. Auf Grundlage der 1838 erlassenen Sächsischen Landgemeindeordnung bildeten die drei Teile eine selbständige Landgemeinde:
In der Schlacht um Dresden fanden am 27. August 1813 auch Kämpfe bei Prohlis statt. In den Jahren 1887/88 ließ die Familie Kap-herr das Schloss Prohlis im Stil der Neorenaissance errichten. Am 1. Juni 1921 wurde das Dorf nach Dresden eingemeindet. Nach dem Zweiten Weltkrieg wurde in Prohlis ein Volkseigenes Gut eingerichtet.

### Lehmgruben
Seit Ende des 19. Jahrhunderts bis in die 1970er Jahre befanden sich an der Dohnaer Straße mehrere Ziegelein und Lehmgruben; die ehemalige Ziegelei Kunath ist heute das Umweltzentrum Prohlis und die Lehmgrube der Ziegelwerke Gottschalch das Freibad Prohlis. In den 1960er Jahren erholten sich dort auch Kinder in einem Ferienlager.

### Kirchgemeinde

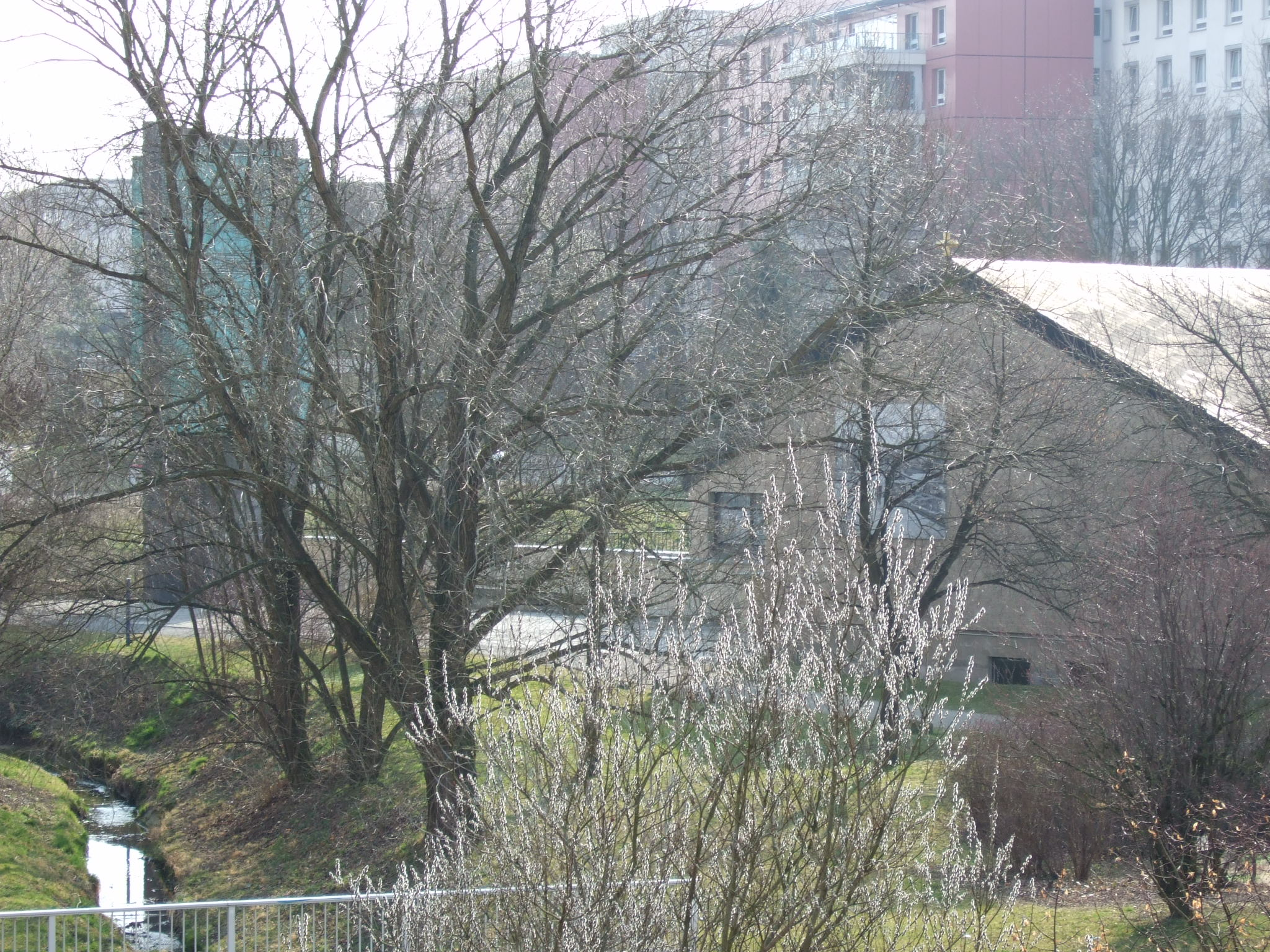
Geberbach, Glockenturm und Kirche mit Seniorenheim im Hintergrund

Kirchgemeindlich gehörte Prohlis seit 1674 zu Leubnitz. Von 1932 bis 1939 nutze man unter Pfarrer Johann Schmidt die ehemalige Dorfschule, 1939–1947 die Kegelbahn des Gasthofes Prohlis, von 1947 bis 1977 das Schloss Prohlis und bis 1982 den Gasthof „Coventry“ sowie eine 5-Raum-Wohnung. 1980–1982 entstand im Rahmen des Programms „Neue Kirchen für neue Städte“ die erste Kirche in einem DDR-Neubaugebiet. Seit 1978 existiert die selbständige Ev.-Luth. Kirchgemeinde Dresden-Prohlis.

### Neuprohlis
Im ursprünglich ländlichen Prohlis wurden in den Jahren 1976 bis 1980 etwa 10.000 neue Wohnungen in sechs-, zehn- und siebzehngeschossigen Plattenbauten geschaffen. Der Wohnkomplex wurde unter der städtebaulichen Leitung der Architekten Heinz Michalk, Konrad Lässig und Udo Fehrmann sowie der Komplexarchitekten Gerhard Landgraf und Ingeborg Lampadius errichtet. Die Wohngebäude erstrecken sich auf dem Neubaugebiet zwischen Dohnaer und Niedersedlitzer Straße, wobei landschaftliche Gegebenheiten einbezogen wurden. Diese waren der Schlosspark, eine als Wohngebietspark genutzte ehemalige Kiesgrube, der Geberbach und das Freibad. Das Zentrum bildete eine 700 m lange Fußgängerzone seitlich der Prohliser Allee. Im Oktober 1976 wurden die ersten Plattenbauwohnungen in der Trattendorfer Straße 2–10 bezogen und mit der 118. POS die erste Schule eröffnet.

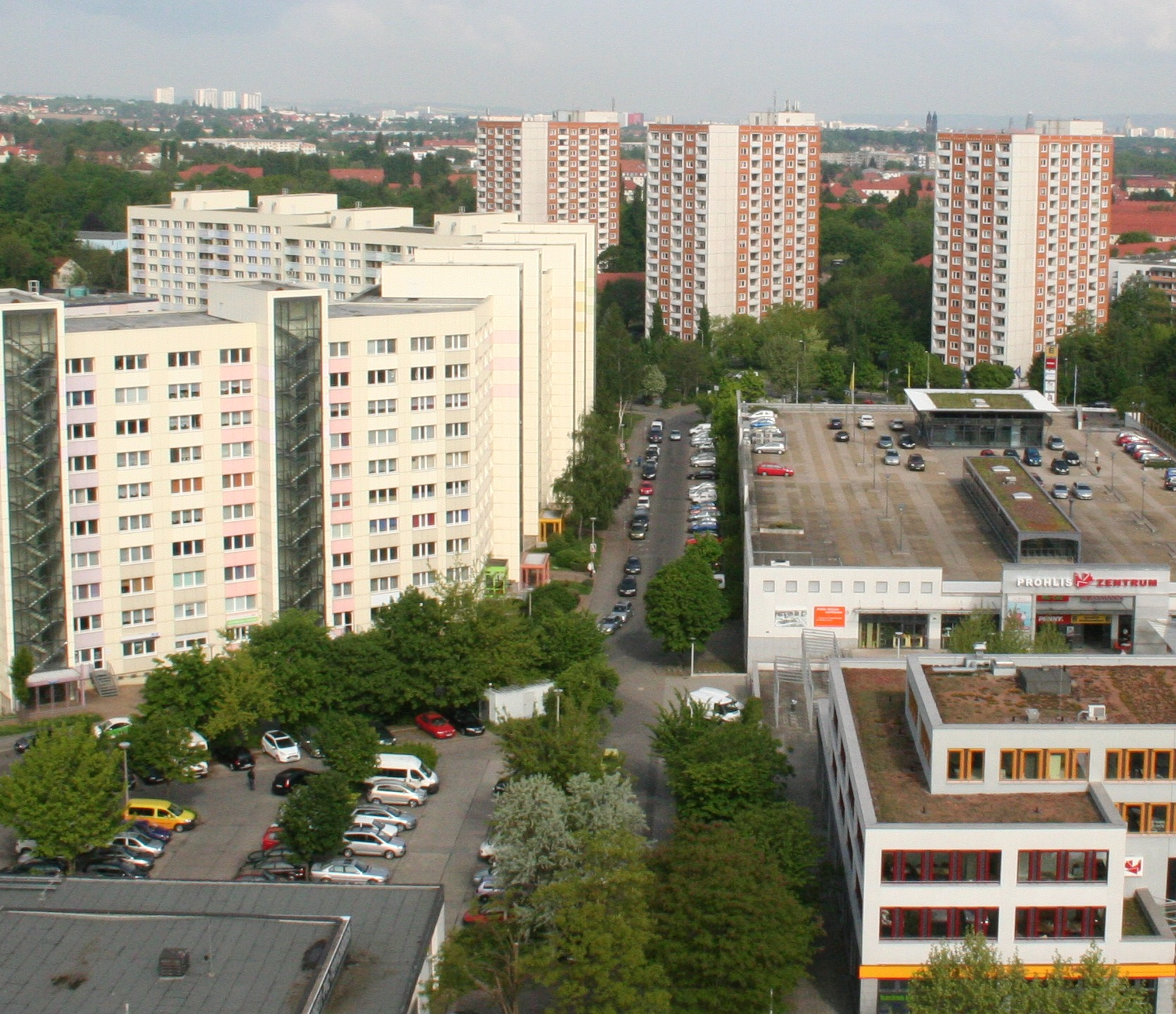
Zentrum von Prohlis, Blick Richtung Nordwesten
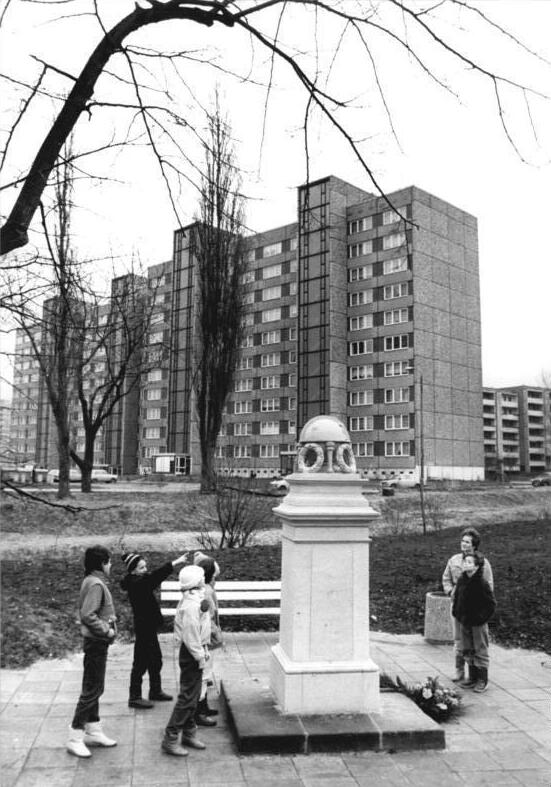
Palitzsch-Denkmal 1988
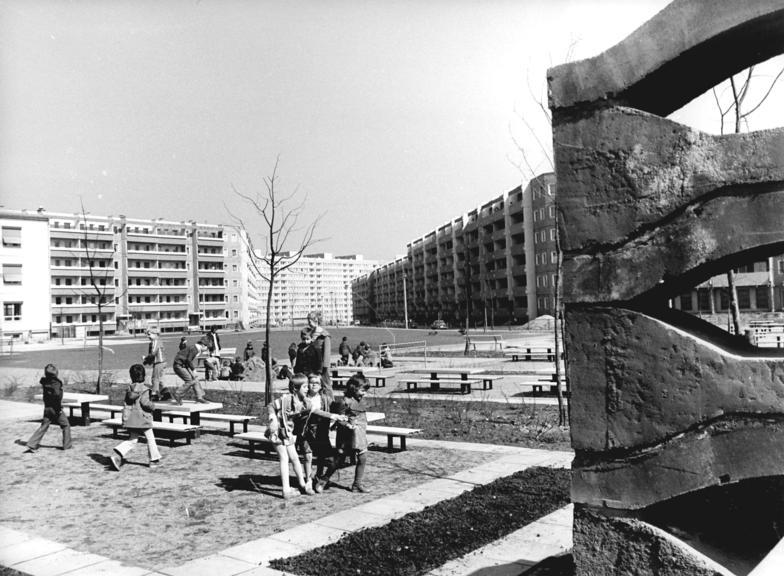
Spielplatz 1980
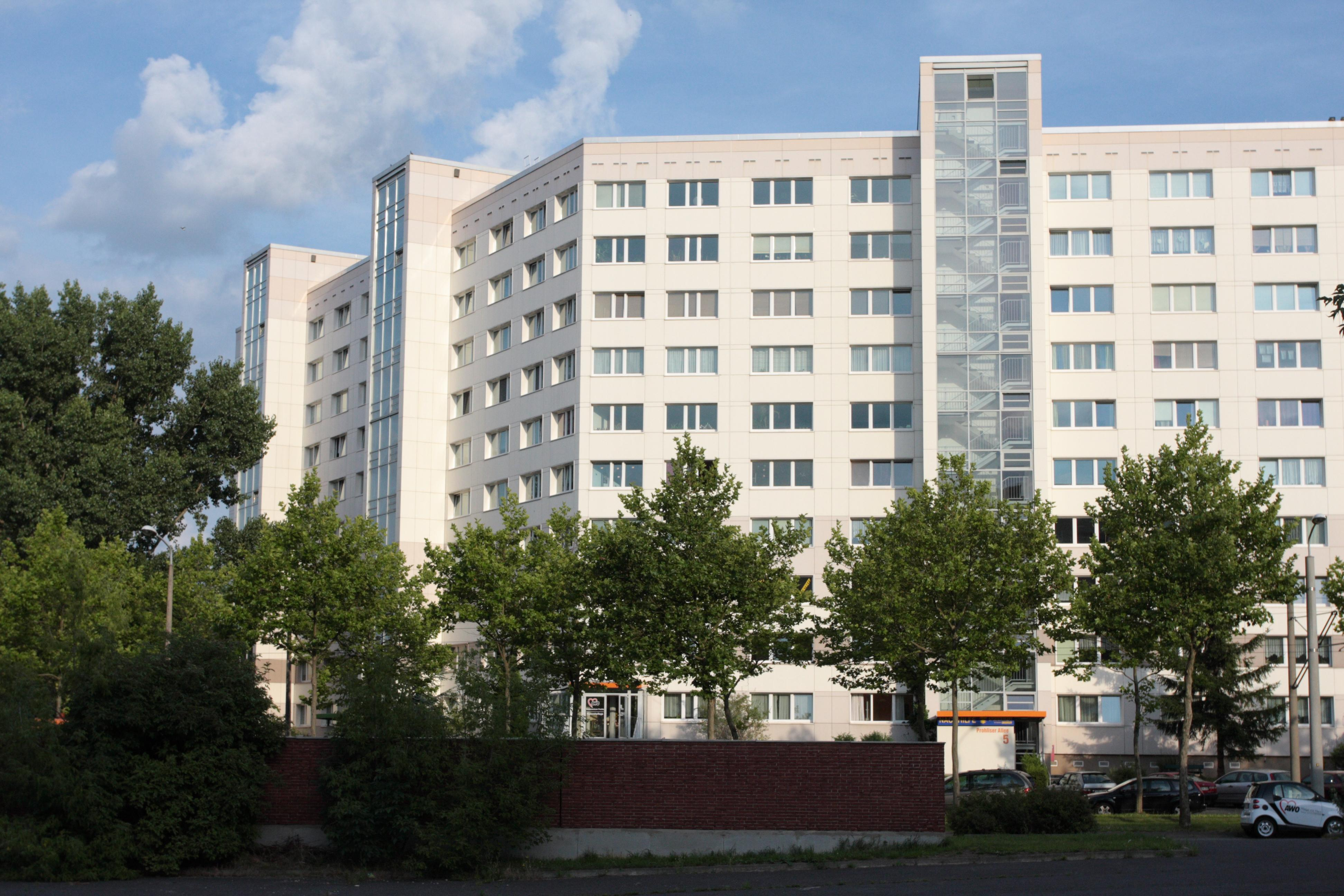
Zehngeschosser am Albert-Wolf-Platz
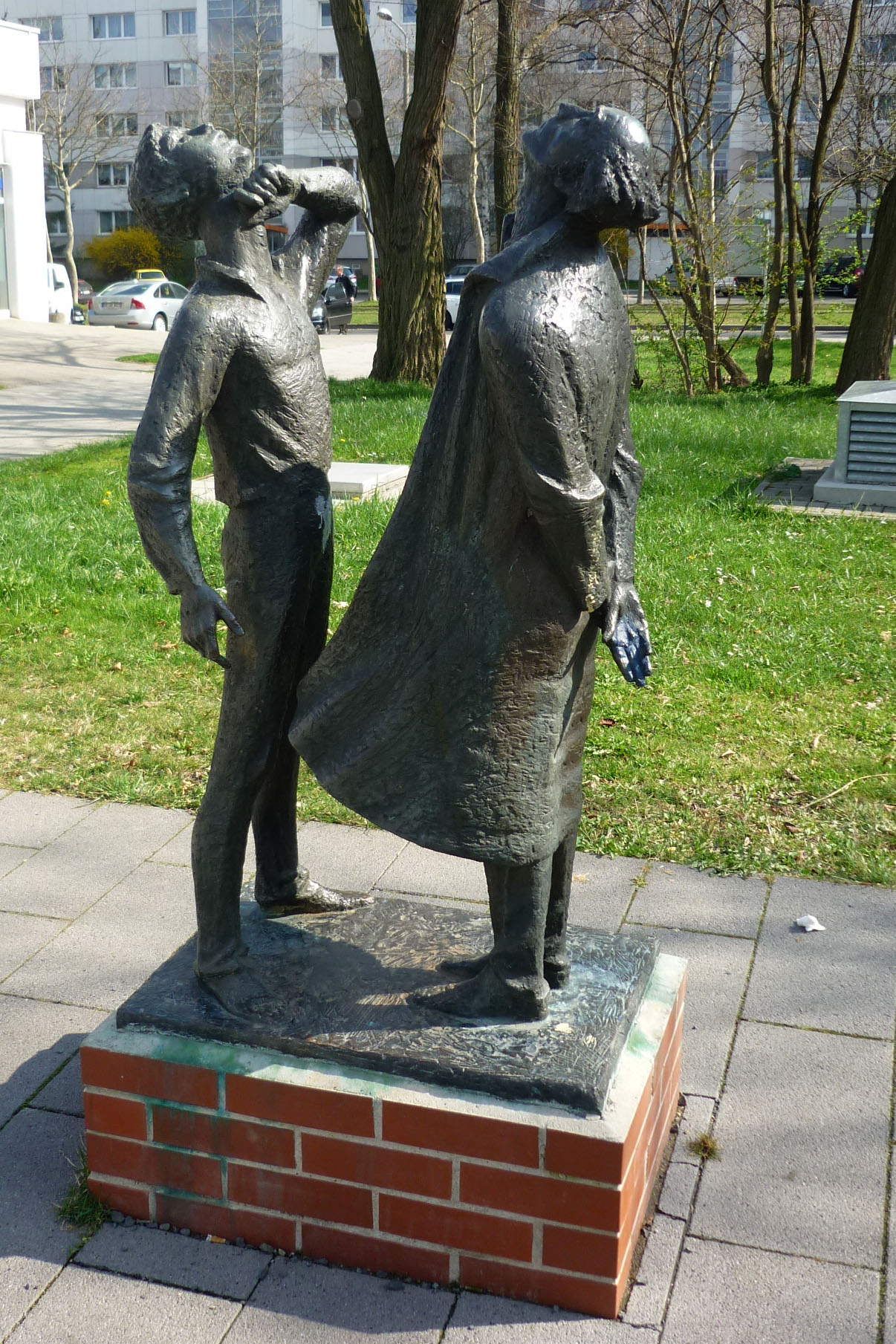
Sternengucker von Walter Howard 1973

### Seit 1990

Einteilung des Stadtteils Prohlis in zwei statistische Stadtteile

Nach der Wiedervereinigung wurden die Neubauten modernisiert oder teilweise abgerissen, wobei die „Sternhäuser“ auf Niedersedlitzer Flur standen. Seit 1994 ist Prohlis in das Bund-Länder-/Landes-Sanierungsprogramm Städtebauliche Weiterentwicklung großer Neubaugebiete integriert. Seit 2000 existiert ein Quartiersmanagement im Rahmen des Bund-Länder-Programms Soziale Stadt – Stadtteile mit besonderem Entwicklungsbedarf.
Ergebnisse:
- die Zeitreise – Prohlis in den 70/80er-Jahren & heute, ein Vergleich der jeweiligen Standorte mit alten Fotografien,
- das Umweltzentrum im Naturschutzgebiet Ziegeleigruben Prohlis und Torna,
- eine BMX-Anlage,
- die Sanierung des Palitzschhofs.

Seit Mai 2009 steht in Prohlis ein Teil des Pusteblumenbrunnens von Leoni Wirth. Prohlis ist ein Schwerpunktraum in der Planung Zukunft Dresden 2025+.
Seit Anfang 2020 wird in Prohlis und Nickern auf elf Info-Stelen des Archaeo-Pfades Dresden über jeweilige archäologische Funde bzw. lokale Geschehnisse informiert. Dazu wurde eine Broschüre Nickern und Prohlis – Archäologie und Geschichte am Geberbach in Dresden vom Landesamt für Archäologie Sachsen herausgegeben.

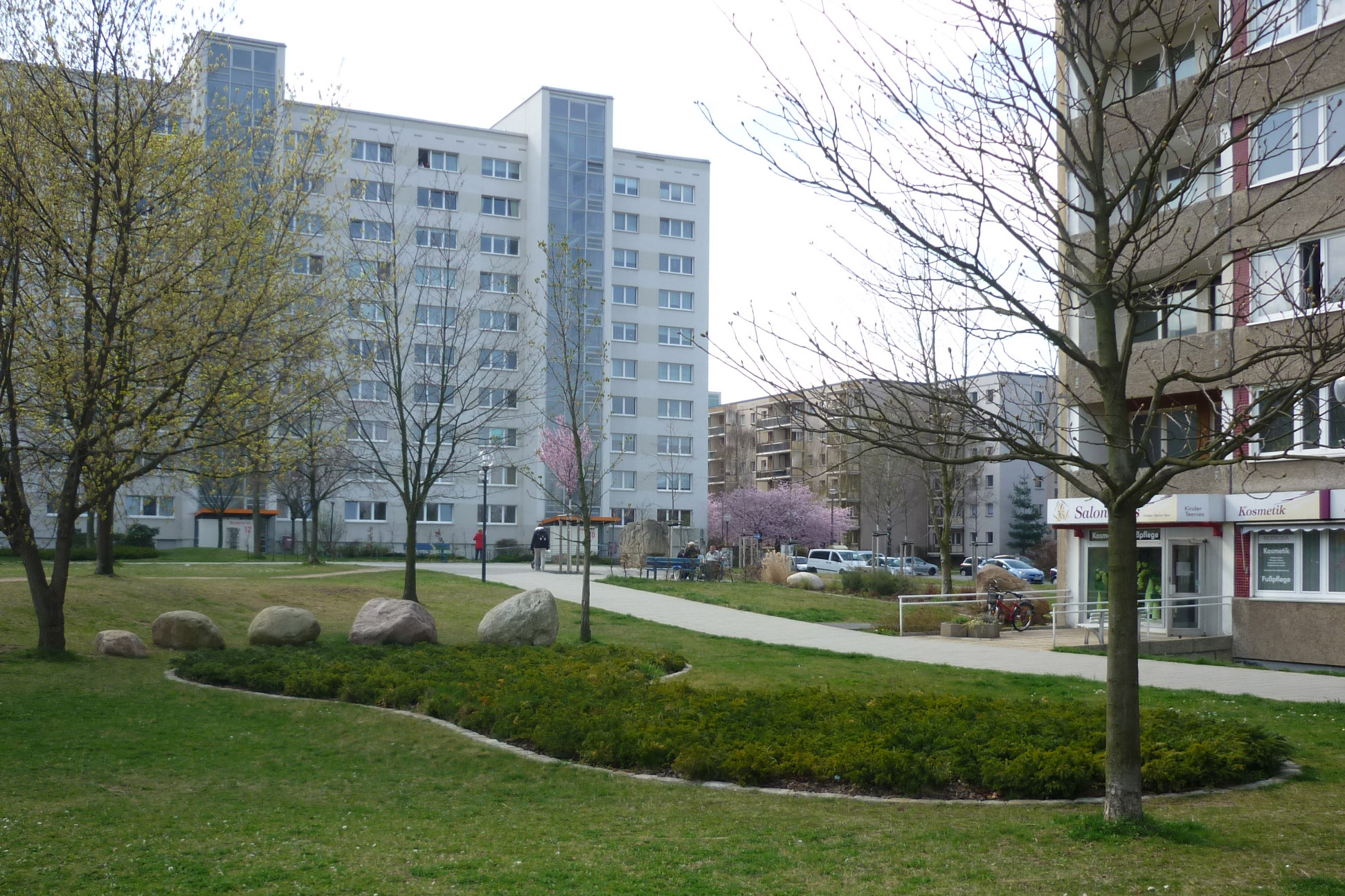
Einer von mehreren gärtnerisch gestalteten Riesen-Fußabdrücken
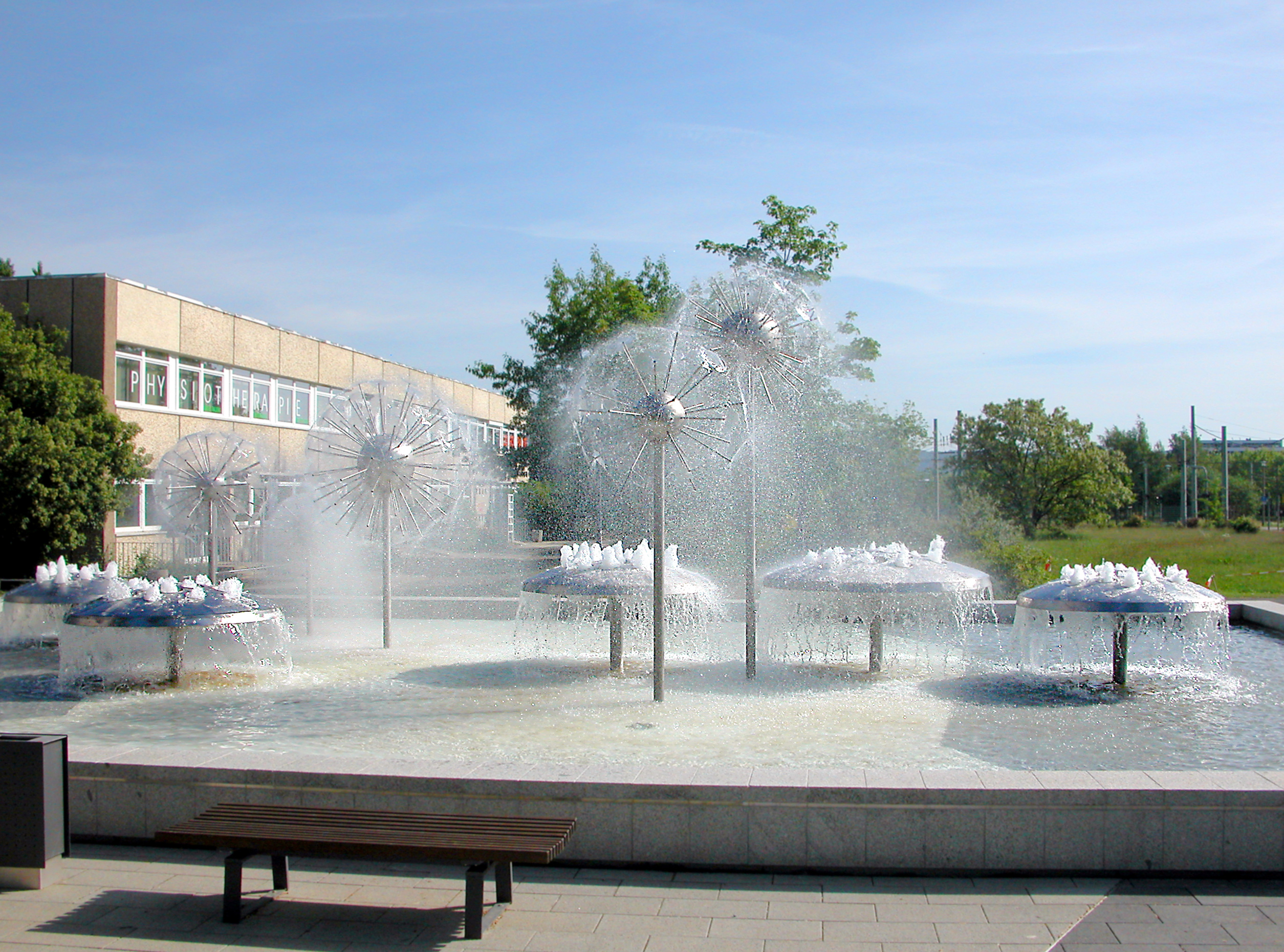
Pusteblumen-Brunnen von Leoni Wirth
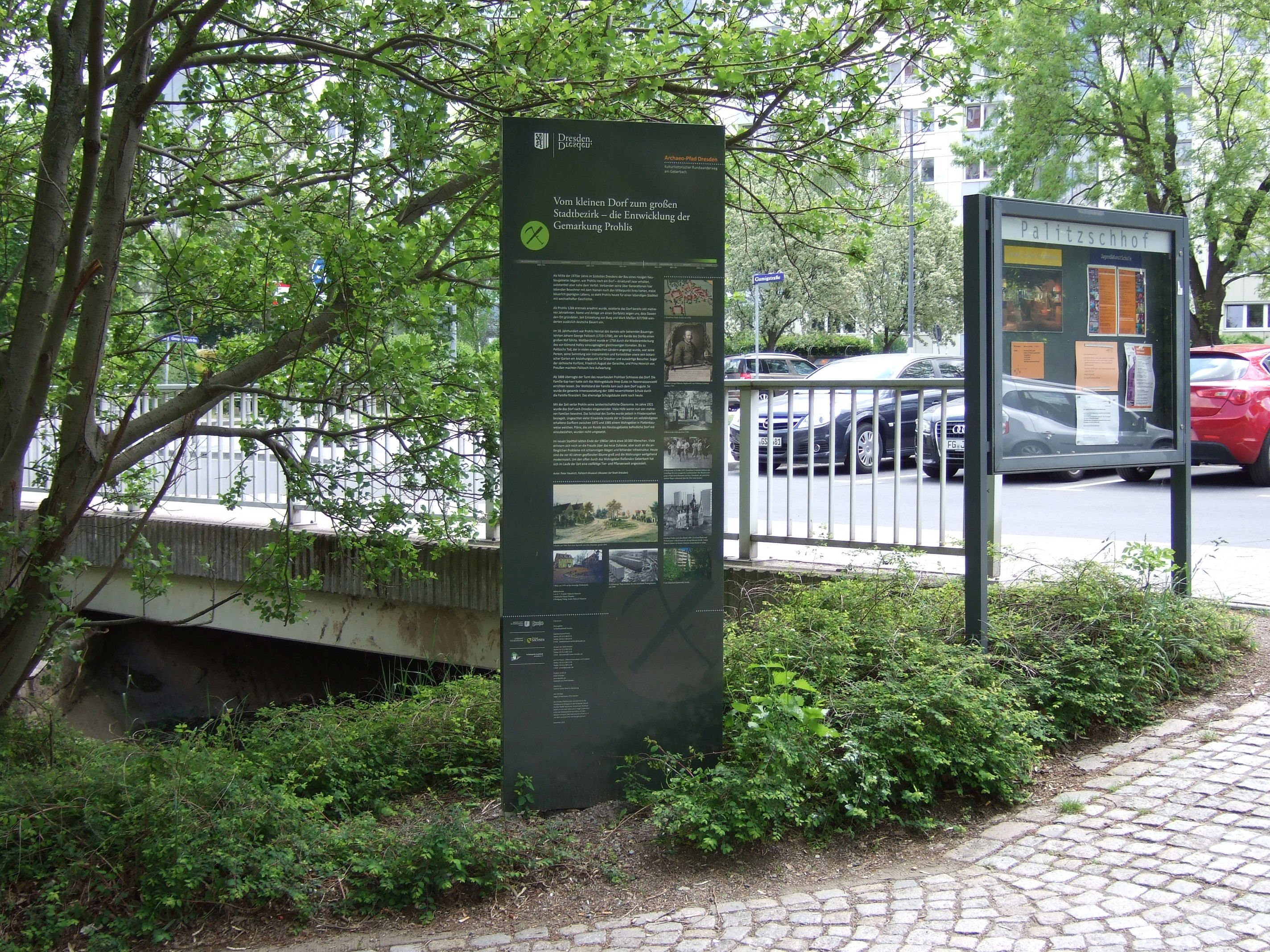
Info-Stele des Archeo-Pfad Dresden am Palitzschhof